# Río Itata
El río Itata (del mapudungún: üthan üthatun ‘pacer a menudo o en abundancia’) es un curso natural de agua que atraviesa la Región de Ñuble para desembocar en el océano Pacífico.

## Trayecto
Fluye con rumbo NNO desde su nacimiento en la confluencia de los ríos Cholguán y Huépil hasta su desembocadura en el océano Pacífico. Sus principales afluentes son el río Diguillín en Cerro Negro y el río Ñuble, que cuentan con amplias subcuencas hidrográficas. Antes de desembocar en el mar, recibe por el norte las aguas del río Lonquén.
Poco más arriba de su junta con el Danilcalqui, el Itata presenta un salto de 20–25 m de altura.: 1 
El Itata corre por el territorio de las comunas de Yungay, Cabrero, Pemuco, Bulnes, Quillón, Ñipas, Portezuelo, Coelemu y Treguaco para desembocar finalmente cerca de las Vegas de Itata.
Por su lado izquierdo el Itata bordea el límite sur de su cuenca hidrográfica, por lo que sus afluentes del sur son pocos y no caudalosos. Entre ellos se encuentran el estero Las Islas, estero Coyanco (en Quillón) y el río Coelemu en Coelemu.
En la desembocadura del río, se encuentra el Humedal Desembocadura del río Itata, declarado Santuario de la naturaleza en 2022.

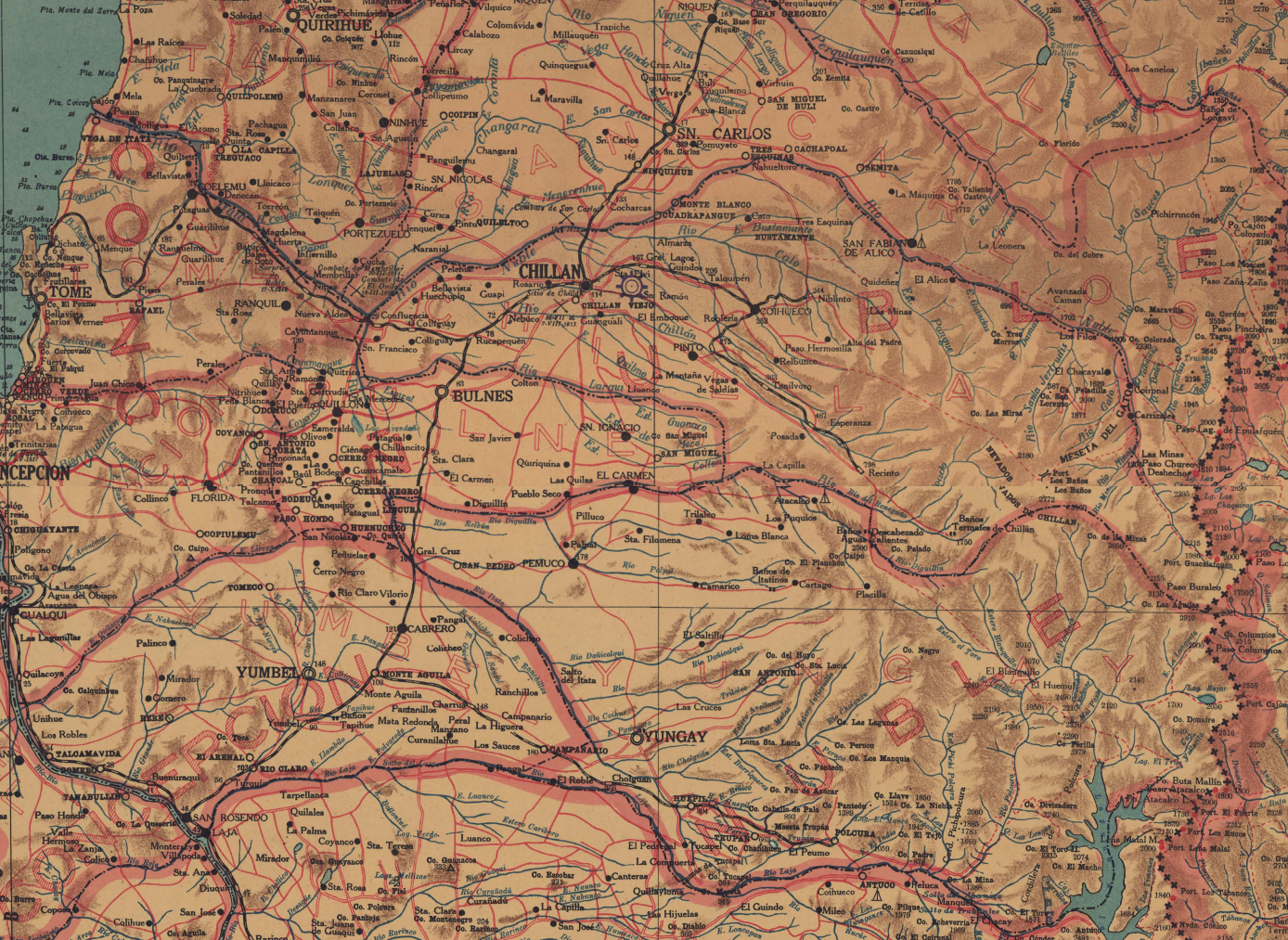
Cuenca del río Itata en un compuesto de dos mapas del Instituto Geográfico Militar de Chile publicados en 1945 con una escala de 1:500000.

La cuenca del río Itata comienza al norte de la ciudad de Quirihue con el estero Pichimávida y su extremo sur son los inicios del río Itata, llamado en el mapa río Itatita, ubicado al norte de Antuco y Tucapel. Esto es en Trupán.

## Caudal y régimen
Toda la cuenca del río Itata presenta (con excepción de la cuenca alta del río Ñuble) un régimen pluvial.: 19 

Curvas de variación estacional
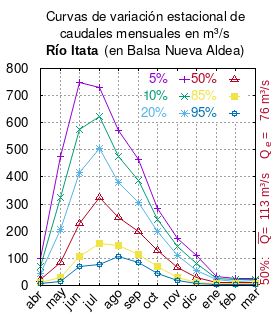
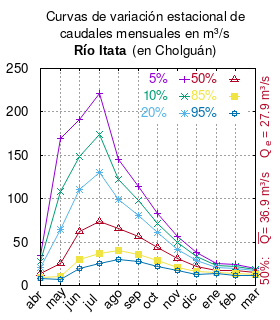
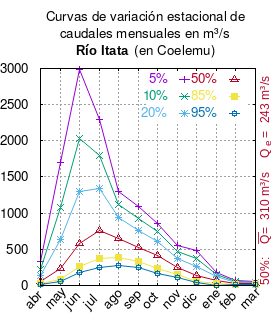
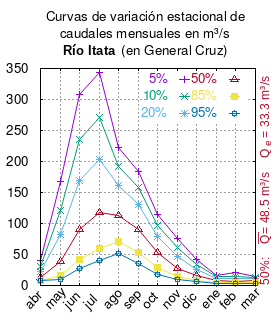
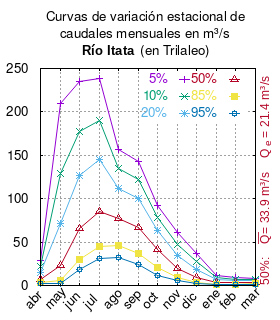

El caudal del río (en un lugar fijo) varía en el tiempo, por lo que existen varias formas de representarlo. Una de ellas son las curvas de variación estacional que, tras largos periodos de mediciones, predicen estadísticamente el caudal mínimo que lleva el río con una probabilidad dada, llamada probabilidad de excedencia. La curva de color rojo ocre (con {\displaystyle {\color {Red}\vartriangle }}) muestra los caudales mensuales con probabilidad de excedencia de un 50 %. Esto quiere decir que ese mes se han medido igual cantidad de caudales mayores que caudales menores a esa cantidad. Eso es la mediana (estadística), que se denota Qe, de la serie de caudales de ese mes. La media (estadística) es el promedio matemático de los caudales de ese mes y se denota {\displaystyle {\overline {Q}}}.
Una vez calculados para cada mes, ambos valores son calculados para todo el año y pueden ser leídos en la columna vertical al lado derecho del diagrama. El significado de la probabilidad de excedencia del 5 % es que, estadísticamente, el caudal es mayor solo una vez cada 20 años, el de 10 % una vez cada 10 años, el de 20 % una vez cada 5 años, el de 85 % quince veces cada 16 años y la de 95 % diecisiete veces cada 18 años. Dicho de otra forma, el 5 % es el caudal de años extremadamente lluviosos, el 95 % es el caudal de años extremadamente secos. De la estación de las crecidas puede deducirse si el caudal depende de las lluvias (mayo-julio) o del derretimiento de las nieves (septiembre-enero).

## Historia
Hasta la Conquista de Chile, el Itata fue el límite natural entre las etnias mapuche, ubicadas al sur, y picunche, al norte.[cita requerida]
Francisco Astaburuaga escribió en 1899 en su obra póstuma Diccionario geográfico de la República de Chile sobre el río:
Itata (Río).-—Es uno de las más importantes de Chile. Divide la provincia de Concepción de las de Ñuble y Maule. Tiene origen en lo interior de los Andes por los 37° 05' Lat. y 71º 35' Lon. hacia el E. de la villa de Yungay. Corre de aquí hacia el SO. y el O. por entre sierras selvosas de esa cordillera con el nombre de Cholguán hasta juntarse con el riachuelo de Huepil, prosiguiendo en seguida con el del título larga distancia hacia el NO. hasta confluir con el Ñuble, desde donde vuelve al O. para ir á desembocar en el Pacífico bajo los 36° 22' Lat. y 72º 53' Lon. al cabo de 180 kilómetros de curso. En sus dos tercios superiores es rápido y casi siempre esguazable, y en el inferior tiene barcas de pasaje en varios puntos. Por lo general sus riberas son bajas, extendidas y cultivables. Recibe varios afluentes, siendo los principales, bajándolo por la derecha, el Huencheco, Panqueco, Irilaleo, Dañicalqui, Relvún, Diguillín, Larqui, Ñuble, Lonquén, &c., y por la izquierda, el Quillon y el Coelemu. Tiene de notable también un hermoso salto ó cascada de 20 á 25 metros de altura que forma poco más arriba de donde se le une el rio Dañicalqui. Su boca, en fin, se halla obstruida por una barra somera.

En 1993 se declaró Monumento Histórico el viejo puente sobre el río Itata por su tipo de construcción que lo erigen como único de su especie en Chile, además de su valor patrimonial para la comunidad en que se ubica.

## Población, economía y ecología
La cuenca del río Itata es el espacio natural comprendido por la cuenca hidrográfica del río Itata. Este espacio coincide con el espacio administrativo homónimo definido en el registro de cuencas con el número 081 que se extiende desde la divisoria de las aguas en la cordillera de los Andes hasta su desembocadura en el océano Pacífico. Se subdivide en 5 subcuencas y 34 subsubcuencas con un total de 11328 km².
A partir de los años 70 se ha ampliado el concepto de cuenca hasta entender, ya en los primeros años del siglo XXI, una cuenca hidrográfica en lo que respecta a su definición espacial y funcional, como la unidad geopolítica y socioeconómica más apropiada y racional para el desarrollo integrado de los recursos de tierras y aguas asociados a la vegetación y en conjunto con los usuarios de nivel local y regional.: 17 
Los vinos producidos en su cuenca, tradicionalmente de la cepa moscatel de Alejandría, son rotulados con la denominación de origen Valle de Itata.[cita requerida]